# Carl David Josephson
Carl David Josephson, född 25 februari 1858 i Stockholm, död 10 maj 1939, var en svensk läkare. Han var kusin till konstnären Ernst Josephson.
Josephson blev student vid Uppsala universitet 1874, medicine kandidat vid Karolinska institutet i Stockholm 1880, medicine licentiat där 1885, medicine doktor vid Lunds universitet 1887 på avhandlingen Urogenitalfistlar hos kvinnan, docent i obstetrik och gynekologi vid Karolinska institutet 1891 samt var professor i samma ämnen vid Uppsala universitet 1909–23.
Förutom ett stort antal, i "Hygiea", "Nordiskt medicinskt arkiv" och i andra tidskrifter offentliggjorda specialavhandlingar utgav Josephson Förlossningsoperationerna framställda för praktiserande läkare och studerande (1898), Lärobok i gynekologi (1901–02; andra upplagan 1922), hans viktigaste arbete, samt Hälsosamma lärdomar för mogna kvinnor (1924).